# Tổng cục du lịch Hàn Quốc
Tổng cục du lịch Hàn Quốc (KTO) là một tổ chức trực thuộc Bộ Văn hóa và Du lịch Hàn Quốc. Được giao nhiệm vụ thúc đẩy ngành công nghiệp du lịch của Hàn Quốc.
- KTO được thành lập vào năm 1962 với mục tiêu thu hút khách du lịch nước ngoài đến Hàn Quốc. Bắt đầu từ những năm 1980, xúc tiến du lịch trong nước cũng đã trở thành một chức năng của KTO.
- Lượng khách du lịch đạt hơn 6 triệu vào năm 2006 và du lịch công nghiệp được cho là một trong những yếu tố có ảnh hưởng đến nền kinh tế Hàn Quốc.

## Chức năng hoạt động
- Chương trình khuyến mãi để thu hút khách du lịch trong nước.
- Nghiên cứu và phát triển công nghệ du lịch để nuôi dưỡng ngành công nghiệp du lịch.
- Phối hợp với chính quyền địa phương và các ngành công nghiệp du lịch.
- Phát triển khu du lịch và tư vấn.

## Quá trình hoạt động
- 1961: Luật Xúc tiến du lịch được ban hành.
- 1962: Tổng công ty Du lịch Quốc tế (ITC) được thành lập để thúc đẩy ngành công nghiệp du lịch của Hàn Quốc thông qua việc quản lý các khách sạn lớn, taxi và Cục Du lịch Hàn Quốc, cũng như đào tạo nguồn nhân lực để hỗ trợ thương mại du lịch.
- 1968: Số lượng du khách nước ngoài đến Hàn Quốc đặt con số 100.000.
- 1969: Viện Khách sạn được mở ra với văn phòng nước ngoài đầu tiên đặt tại Tokyo.
- 1971: Phát triển khi nghỉ dưỡng hồ Bomun tại Gyeongju.
- 1978: Hàn Quốc thu hút hơn một triệu du khách nước ngoài.
- 1982: Tổng công ty du lịch quốc tế được đổi tên thành Tổng công ty Du lịch quốc gia Hàn Quốc (KNTC).
- 1988: Số lượng du khách nước ngoài vượt quá hai triệu.
- 1991: Số lượng du khách nước ngoài vượt quá ba triệu người.
- 1996: Tên của tổ chức được thay đổi từ Tổng công ty Du lịch Quốc gia Hàn Quốc thành Tổng cục du lịch Hàn Quốc.
- 1998: Bắt đầu mở tour du lịch núi du lịch kim cương Kumgangsan.
- 2000: Hàn Quốc thu hút năm triệu lượt khách nước ngoài.
- 2003: Làn sóng Hallyu trở thành chủ đề chính của KTO khi quảng bá hình ảnh ra nước ngoài. Và cũng năm này, KTO đặt văn phòng chi nhánh tại Los Angeles và New York của Hoa Kỳ.
- 2005: KTO cải tổ cơ cấu tổ chức. KTO và Hàn Quốc thu hút 6,5 triệu du khách đến từ nước ngoài đến với Hàn Quốc.

## Đại sứ
- 2009: Lee Jun Ki
- Chiến dịch VisitKorea 2010–2012: Bae Yong Joon
- 2011: Park Si-hoo, Jung Ryeo Won, Super Junior và SNSD
- 2012: Kim Soo Hyun
- 2013: PSY
- 2014: BIGBANG, PSY, 2NE1, Super Junior, Miss A, T-ara, Beast và EXO
- 2015: Lee Min Ho
- 2016: Song Joong Ki
- 2017: Lee Jong Suk
- 2018: Nhóm EXO

Ngoài ra còn có nữ ca sĩ Mỹ Linh từng được bổ nhiệm làm Đại sứ du lịch Hàn Quốc tại Việt Nam trong năm 2011.

## KTO tại Việt Nam
- Tổng cục Du lịch Hàn Quốc tại Việt Nam (KTO Việt Nam) được thành lập vào ngày 1/4/2011 tại Hà Nội nhằm quảng bá cho du lịch Hàn Quốc nói riêng và thúc đẩy các hoạt động giao lưu, du lịch giữa hai quốc gia Hàn Quốc và Việt Nam nói chung.
- Mục tiêu KTO xúc tiến phát triển các sản phẩm du lịch Hàn Quốc với việc cung cấp thông tin về các sản phẩm du lịch như: các sự kiện lớn liên quan đến du lịch Hàn Quốc, du lịch MICE, Du lịch khen thưởng, Du lịch y tế, Du lịch mua sắm...

## Các hoạt động của KTO tại Việt Nam
- Hội chợ ẩm thực Hàn Quốc 2013 tại Thành phố Hồ Chí Minh
- Giới thiệu Du lịch tỉnh Gangwon
- Cuộc thi Ấn tượng Hàn Quốc
- Cuộc thi Kpop tại Việt Nam
- Amazing Photo Tour - hành trình Hàn Quốc
- Cuộc thi "Wiki Korea theo phong cách Việt"
- Psy's Wiki Korea Dictionary
- Cuộc thi nhảy cover Gangnamstyle